# Nana Akua Oppong Birmeh
Nana Akua Oppong Birmeh é uma arquiteta ganense. Em 2017, foi nomeada uma das 100 mulheres da BBC.

## Biografia
Nana fundou o escritório de arquitetura Arch Xenus em 2011.
Em novembro de 2021, ela foi nomeada membra do conselho de administração da recém criada Land Use and Spatial Planning Authority (LUSPA), representando o Instituto de Arquitetos de Gana.

## Prêmios
- 2017: Forty under 40 Awards organizado pela Xodus Communications Limited (agência de eventos) em arquitetura/design/decoração[4]
- 2017: 100 mulheres da BBC [1]